# Hozanovići
Hozanovići är en ort i Bosnien och Hercegovina.   Den ligger i entiteten Federationen Bosnien och Hercegovina, i den centrala delen av landet, 40 km nordväst om huvudstaden Sarajevo. Hozanovići ligger 605 meter över havet och antalet invånare är 356.
Terrängen runt Hozanovići är kuperad, och sluttar norrut. Runt Hozanovići är det ganska tätbefolkat, med 93 invånare per kvadratkilometer.. Närmaste större samhälle är Zenica, 13,1 km norr om Hozanovići.
I omgivningarna runt Hozanovići växer i huvudsak lövfällande lövskog.